# Cyrtandra aclada
Cyrtandra aclada är en tvåhjärtbladig växtart som beskrevs av Elmer Drew Merrill. Cyrtandra aclada ingår i släktet Cyrtandra och familjen Gesneriaceae. Inga underarter finns listade i Catalogue of Life.